# Ritterroman

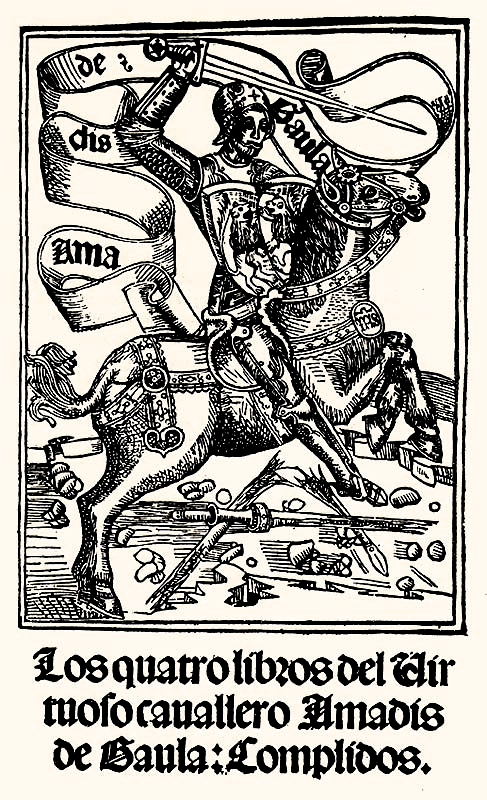
Titelblatt der Erstausgabe des Amadís de Gaula (1508)

Der Ritterroman ist eine ab dem Ende des 15. Jahrhunderts in den europäischen Literaturen Verbreitung gewinnende Form der Großepik, die Stoffe und Konventionen des mittelalterlichen höfischen Romans übernimmt und sie durch zahlreiche phantastische Elemente (Zauberer, Riesen, Zwerge etc.) ergänzt. Der ritterliche Protagonist erlebt seine Abenteuer, die er zugunsten seiner Dame besteht, in einer Zauberwelt, die kaum mehr den Anspruch erhebt, die Wirklichkeit irgendwie abzubilden. Hier wird der Unterschied zum höfischen Roman erkennbar, der diesen Anspruch noch erhebt, schon deshalb, weil er die Weltsicht und die höfische Kultur seines Publikums bestätigen und stützen soll. Der Ritterroman ist demgegenüber eine auf Unterhaltungswert ausgelegte Mischung aus Abenteuer, Phantastik, Exotik, Sentimentalität und galanter Erotik. In dem Augenblick, in dem der Ritterroman als Identifikationsmuster ernst genommen wird, wird das Ergebnis grotesk, wie die Ritterroman-Parodie des Don Quijote überzeugend vorführt.
Der Ritterroman fand in nun auch schon bürgerlichen Kreisen breiten Zuspruch, die Verbreitung des Buchdrucks vermehrte die Zahl der in Umlauf befindlichen Exemplare eines Textes um Größenordnungen, die Folge war, dass der Vortrag an Bedeutung verlor gegenüber Vorlesen und individueller Lektüre und damit auch die Funktion der Versform als Gedächtnisstütze, was wiederum der Verbreitung von Prosa nutzte. Die Form des Ritterromans ist daher die Prosa.
Gelegentlich wird „Ritterroman“ auch fälschlich als Synonym für „höfischer Roman“ verwendet. Im Französischen entspricht dem Ritterroman der Roman de chevalerie, im Spanischen das Libro de caballerías. Die englische chivalric romance bezieht den höfischen Roman mit ein.
Zeitlich konzentriert sich die Beliebtheit des Ritterromans auf das 16. Jahrhundert, mit unterschiedlichen Verläufen und Ausformungen in den Nationalliteraturen.
Eine Renaissance erlebte der Ritterroman in der Romantik, so nannte Friedrich de La Motte Fouqué eine Reihe seiner Werke im Untertitel ausdrücklich „Ritterroman“. Von diesen Werken der Romantik ist dann nur noch ein kleiner Schritt bis zum modernen Genre der High Fantasy, die das Inventar an Zauberern und Elfen ohne größere Änderungen übernahm, so bei J. R. R. Tolkien, der ausdrücklich eine Fortschreibung keltischer Mythologie anstrebte, oder bei Marion Zimmer Bradley, die mit Die Nebel von Avalon und den Fortsetzungen die Welt der Artussage erfolgreich modernisierte.

## Der Ritterroman in den Nationalliteraturen Europas

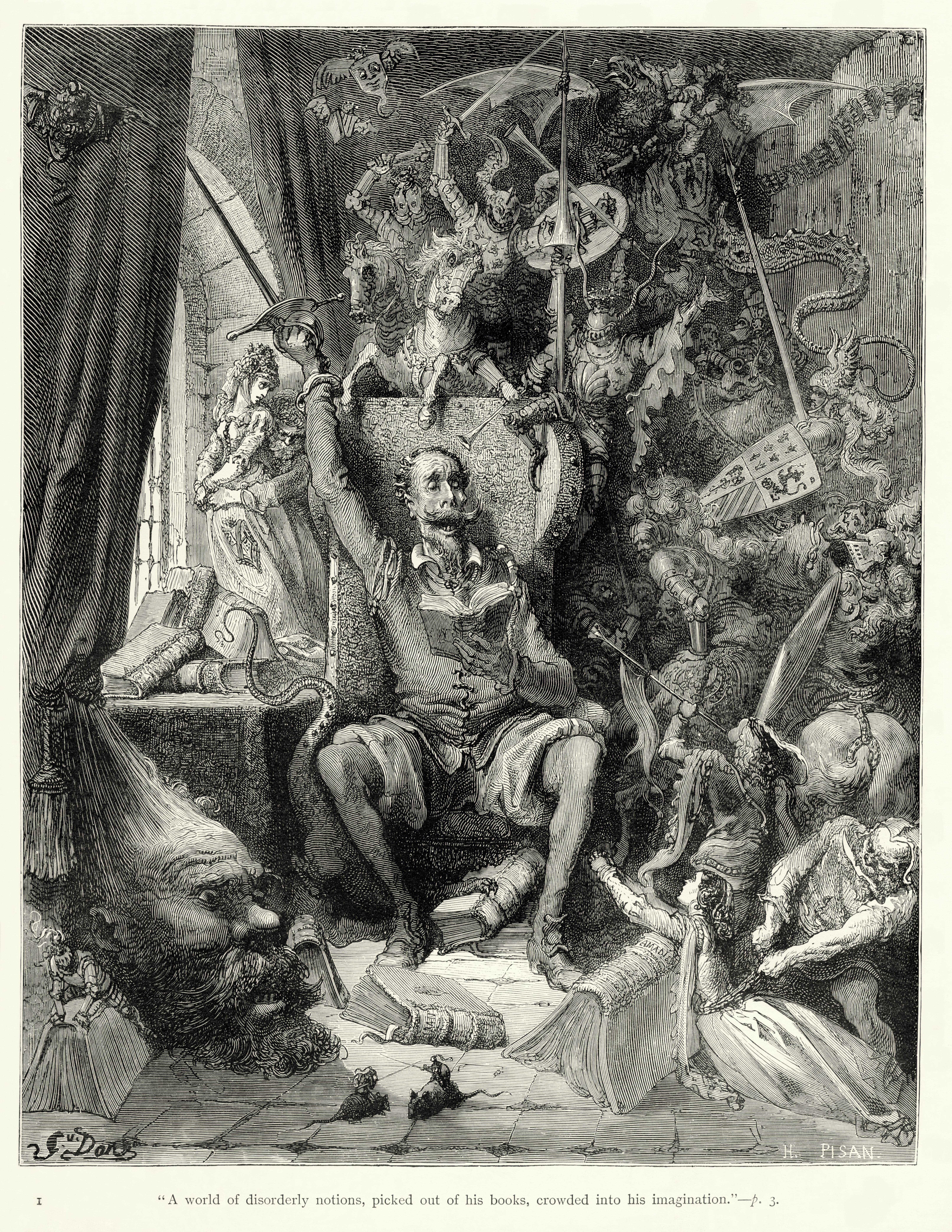
Don Quijote von Phantasmen umgeben auf einem Stich von Gustave Doré.

### Spanien und Portugal
Besonderen Anklang fand die Gattung in Spanien, wo mit dem Don Quijote des Miguel de Cervantes der Ritterroman seine bekannteste Ausprägung fand und in die Weltliteratur einging. Zugleich markiert der Don Quijote (1605/1615) als Parodie eines Ritterromans das Ende des Genres in Spanien. Auch europäische Verbreitung und Nachahmung fand der Amadis de Gaula, dessen Bearbeitung durch Garci Rodríguez de Montalvo 1508 erschien und die Welle der Amadisromane in ganz Europa auslöste. Ebenfalls erfolgreich waren die Palmerin-Romane (Palmerin de Oliva, 1511, Palmerin de Inglaterra, 1547). Zusammen mit dem Amadis und dem Tirant lo Blanc (1490) des Joanot Martorell ist der Palmerin de Inglaterra einer der drei Ritterromane, die der gestrenge Pfarrer im 6. Kapitel des Don Quijote dann doch vor der Verbrennung auf dem Scheiterhaufen der Ritterscharteken verschont.
In Portugal waren Ritterromane mit Stoffen aus der Matière de Bretagne um Artus, Gral und Lancelot sehr beliebt.

### Frankreich
In Frankreich fanden Adaptierungen von Artusstoffen und des Amadis Verbreitung. Eine reiche Nachblüte fand der Ritterroman dann in den vielbändigen preziösen Romanen des 17. Jahrhunderts, zum Beispiel Poléxandre von Gomberville, Cléopâtre von La Calprenède und Artamène ou le Grand Cyrus von Scudéry.

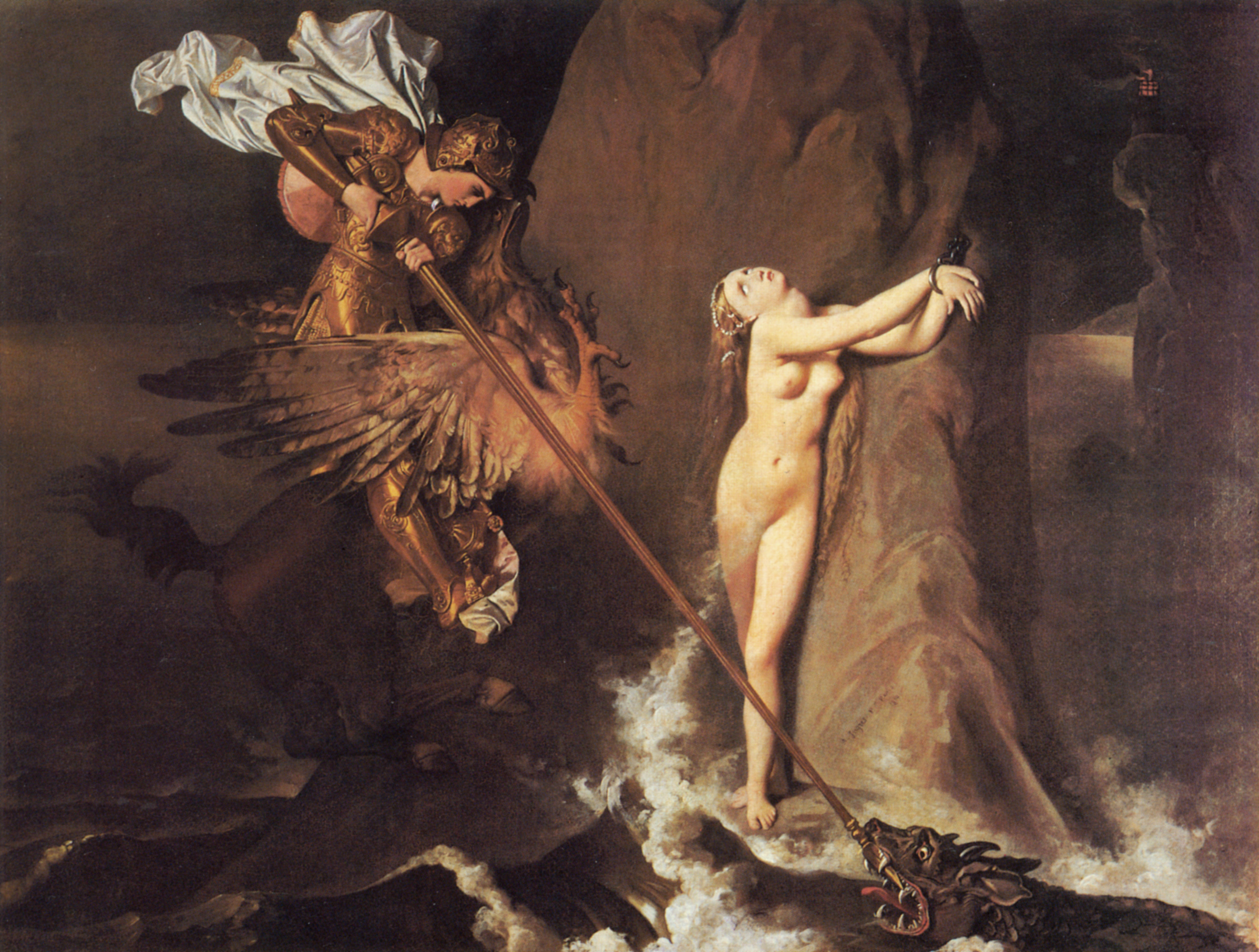
Der Ritter und die Jungfrau in Nöten, hier Ruggero und Angelica auf einem Gemälde von Ingres.

### Italien
In Italien geht die Entwicklung einen anderen Weg als den zum konventionellen Ritterroman. Es beginnt mit Adaptionen von Stoffen aus dem Zyklus um Karl den Großen, zum Beispiel I Reali di Francia von Andrea da Barberino, oder der altfranzösischen chansons de geste wie zum Beispiel Aspramonte desselben Autors. Diese Adaptionen lieferten das Material für die Entwicklung einer kunstvollen Versepik, welche die italienische Literatur der folgenden Jahrhunderte prägen wird. Es beginnt 1473 mit Il Morgante maggiore von Luigi Pulci, geht weiter mit Matteo Maria Boiardos Orlando Innamorato (1476–1494), hier erscheint der Ruggiero aus Barberino als tragende Figur, dann der Orlando Furioso (1516–1532, auch mit Ruggiero) des Ludovico Ariosto und schließlich den Höhepunkt erreichend mit dem Befreiten Jerusalem (1560–1575) des Torquato Tasso. Ebenfalls zu erwähnen sind zwei Beispiele parodistisch-burlesker ritterlicher Versepen, nämlich Teofilo Folengos Orlandino (1526) und Niccolò Forteguerri (1674–1735) mit Il Ricciardetto (1738).

### Deutschland
In Deutschland gab es neben Amadisromanen mit der Einführung des Buchdrucks das breite Feld der sogenannten Volksbücher, die sich inhaltlich von den Ritterromanen kaum abgrenzen lassen, so zum Beispiel im Fall von Jörg Wickrams Ritter Galmy (1539). Im 17. Jahrhundert wandelte sich der Ritterroman zum sogenannten heroisch-galanten Roman, zunächst in Form von Übersetzungen französischer Romane, zum Beispiel der schon genannten Autoren Gomberville, La Calprenède und Scudéry, dann in ebenfalls meist umfangreichen Werken deutscher Barockdichter, zum Beispiel Andreas Heinrich Bucholtz, Anton Ulrich von Braunschweig, Philipp von Zesen, Heinrich Anselm von Ziegler und Kliphausen (Asiatische Banise, 1689) und Eberhard Werner Happel. Auch einige Werke von Grimmelshausen sind diesem Genre zuzuordnen, namentlich Dietwalds und Amelindens anmutige Lieb- und Leidsbeschreibung  (1670), Des vortrefflichen keuschen Josephs in Ägypten erbauliche Lebensbeschreibung (1670) und Des durchlauchtigen Prinzen Proximi und seiner ohnvergleichlichen Lympidä Liebesgeschichterzählung (1672). Einzuschränken ist dabei, dass der heroisch-galante Roman kein Ritterroman im engeren Sinn mehr ist, es sind barocke Abenteuerromane, in exotischen Umgebungen angesiedelt, und die Ritter sind nun eher Prinzen oder sonst unbestimmt edelsinnig. Die Handlungsmuster aber bleiben erhalten, insbesondere die oft schon titelgebende Protagonisten-Paarung aus weiblicher Hauptfigur, deren Hauptaufgabe es ist, in wechselnde Missgeschicke zu geraten, aus denen sie dann vom männlichen Helden gerettet wird.
Ab Ende des 18. Jahrhunderts erfolgte dann der Übergang zum Genre des Ritter- und Räuberromans.

## Werke
Eine chronologische Liste von Ritterromanen zusammen mit höfischen Romanen und anderer mittelalterlicher Großepik bis zum Beginn der Neuzeit findet sich unter Liste mittelalterlicher Romane.